# Citarabin
Citarabin je citostatik, torej zdravilo za zdravljenje raka, ki se uporablja pri krvnih rakih (levkemija, ne-Hodgkinovi limfomi ...).

## Zgodovina
Citarabin so odkrili v 60. letih 20. stoletja v Evropi. Ameriški Urad za prehrano in zdravila (FDA) je junija 1969 zdravilu z zaščitenim imenom Cytosar-U dodelil dovoljene za promet.

## Način delovanja
Citarabin je zaviralec celične presnove (antimetabolit). V telesu se hitro presnovi v citozin arabinozid trifosfat, ki moti celični cikel in s tem zavira podvojevanje DNK. Hitro deleče se celice, v katerih živahno poteka podvojevanje DNK, so zato najbolj prizadete. Takšne celice so seveda rakave celice. Citarabin ne zavira le delovanje DNK-polimeraze, temveč tudi RNK-polimeraze, pa tudi encime, ki reducirajo nukleotide in sodelujejo pri podvojevanju DNK.
Po deaminaciji v organizmu nastanejo neaktivni derivati uracila.